# Hydrothérapie fantastique
Hydrothérapie fantastique es una película muda de Georges Méliès estrenada en 1910. Recibe la numeración 1476–1485 en sus catálogos.

## Sinopsis
Un paciente que sufre de obesidad llega muy afectado a un consultorio médico. Es atendido por tres médicos especialistas en hidroterapia.

## Ficha técnica
- Director y productor: Georges Méliés
- Compañía de producción: Star Film Company
- Formato: mudo - Blanco y negro - 1,33:1 - 35 mm
- País de origen: Francia
- Duración: 13 minutos
- Año de lanzamiento: 1910